# Emmering (Landkreis Fürstenfeldbruck)
Emmering ist eine Gemeinde im oberbayerischen Landkreis Fürstenfeldbruck. Die Gemeinde grenzt im Westen an die Kreisstadt Fürstenfeldbruck und liegt etwa 25 Kilometer westlich von München.

## Geographie
Emmering wird von der Amper durchflossen. Zwei Amperbrücken verbinden die beiden Teile. Rathaus, Schule und Fußballstadion befinden sich auf einer Amperinsel, die durch zwei Arme der Amper gebildet wird. Hinzu kommt das Landschaftsschutzgebiet Hölzl, ein Naherholungsgebiet, durch das die Amper mit vielen Abzweigungen fließt.
Die Gemeinde hat zwei Gemeindeteile (in Klammern ist der Siedlungstyp angegeben):
- Emmering (Pfarrdorf)
- Roggenstein (Gut)

Untere Au und Tonwerk zählen zu Emmering und sind keine amtlich benannten Gemeindeteile. Die Aufgliederung von Emmering in Fett- und Dürr-Emmering ist ebenfalls nicht amtlich.

## Geschichte

### Bis zur Gemeindegründung
Aus vorchristlicher Zeit finden sich 13 zerstörte bronzezeitliche sowie drei ebenfalls zerstörte hallstattzeitliche Grabhügel.
Die erste urkundliche Erwähnung erfolgt in einer Güterliste des Klosters Benediktbeuern aus dem 11. Jahrhundert. Dort wird für die Zeit zwischen 740 und 770 Emeheringen (Bedeutung: bei den Leuten des Emheri) erwähnt. Emmering kann man als eine Urpfarrei im Ampertal bezeichnen, denn schon die Konradinischen Matrikel von 1315 weisen Emmering als Mutterpfarrei für die Tochterkirchen Olching und Esting aus.
Im 12. Jahrhundert waren die Herren von Gegenpoint, deren Burg Roggenstein sich auf der Emmeringer Leite befand, Grundherren von Emmering. Im 14. Jahrhundert fiel das Dorfgericht Emmering an das Kloster Fürstenfeldbruck, dem es bis zur Säkularisation gehörte.
Mit dem Gemeindeedikt von 1818 erfolgte die Gemeindebildung zusammen mit Roggenstein und Wagelsried. Die Gemeinde gehörte bis 1823 zum Landgericht Dachau und wurde dann in den neugegliederten Landgerichtsbezirk Bruck eingegliedert.

### 20. Jahrhundert
Die über Jahrzehnte etwa gleichgebliebene Einwohnerzahl stieg nach dem Zweiten Weltkrieg durch den Zuzug von Heimatvertriebenen sprunghaft an. Wurden 1939 nur 1265 Einwohner gezählt, waren es 1946 schon 2084.
In den 1980er Jahren entstand mit der Amperhalle und dem sich daran anschließenden Bürgerhaus ein neues Kulturzentrum von überörtlicher Bedeutung. 1988 wurde das evangelische Kirchenzentrum in der Ortsmitte errichtet.

### 21. Jahrhundert
Der historische Schwankharthof wurde 2012 abgerissen.

### Ausgliederung
Der Gemeindeteil Wagelsried wurde 1978 der Gemeinde Alling zugeschlagen.

### Einwohnerentwicklung
Zwischen 1988 und 2018 wuchs die Gemeinde von 5647 auf 6713 um 1066 Einwohner bzw. um 18,9 %. Aktuell (Nov. 2019) betrug die Einwohnerzahl 7135.

Einwohnerentwicklung von Emmering von 1840 bis 2016

| Jahr                 | 1840 | 1871 | 1900 | 1925 | 1939 | 1950 | 1961 | 1970 | 1987 | 1991 | 1995 | 2000 | 2005 | 2010 | 2015 | 2016 | 2017 | 2018 |
| -------------------- | ---- | ---- | ---- | ---- | ---- | ---- | ---- | ---- | ---- | ---- | ---- | ---- | ---- | ---- | ---- | ---- | ---- | ---- |
| Anzahl der Einwohner | 415  | 438  | 609  | 1010 | 1243 | 2318 | 2891 | 4488 | 5539 | 6070 | 6224 | 6071 | 6007 | 6318 | 6777 | 6709 | 6688 | 6713 |

## Politik

### Bürgermeister und Gemeinderat
Erster Bürgermeister ist Stefan Floerecke (CSU).
| Jahr | CSU | SPD | FW | FDP | Grüne | Gesamt | Wahlbeteiligung |
| ---- | --- | --- | -- | --- | ----- | ------ | --------------- |
| 2020 | 8   | 1   | 06 | 1   | 4     | 20     | 62,3 %          |
| 2014 | 9   | 2   | 08 | 1   | -     | 20     | k. A.           |
| 2008 | 8   | 2   | 10 | –   | -     | 20     | 65,9 %          |
| 2002 | 8   | 3   | 09 | –   | -     | 20     | 69,7 %          |

### Wappen
| Wappen von Emmering (Landkreis Fürstenfeldbruck) | Blasonierung: „In Schwarz zwei zugekehrte silberne Halparten an schräg gekreuzten goldenen Griffen, unten belegt mit einem gesenkten, von Rot und Silber geschachten Balken.“ |
| Wappen von Emmering (Landkreis Fürstenfeldbruck) | Wappenbegründung: In der Markung der Gemeinde lag mit Burg Roggenstein eine Burg der Herren von Gegenpoint, die ursprünglich Ministerialen der Welfen waren und dann in die Ministerialität der bayerischen Herzöge aus dem Haus Wittelsbach traten. Sie besaßen umfangreichen Grundbesitz in Emmering und hatten das dortige Dorfgericht inne. Schon 855 wird das Dörflein "Kekinpiunt" mit der Herrschaftsburg genannt. Im Jahr 1306 teilten die Brüder Heinrich und Wat von Gegenpoint ihre Güter infolge wirtschaftlicher Schwierigkeiten. Zu diesen gehörten auch Emmering und der Markt Bruck. Noch im gleichen Jahr verkaufte der Ritter Heinrich dem Kloster Fürstenfeld eine Hube zu Emmering und eine Hube zu Olching für 20 Pfund Münchner Pfennige. Das an dieser Urkunde hängende Siegel diente als Grundlage für das Emmeringer Wappen. Die bekannten Siegelbilder der Herren von Gegenpoint (1306 - 1311 - 1322) weichen jedoch voneinander ab. Der Gemeinderat einigte sich schließlich auf die Form des Siegels der Verkaufsurkunde von 1306. Mit dem Aussterben des Geschlechts am Ende des 14. Jahrhunderts ging der gesamte Emmeringer Besitz an das Kloster Fürstenfeld über. Auf der Grundlage dieser Rechte und des Besitzes baute das Kloster die Hofmark Emmering auf und behielt sie bis 1803. Somit verweist das Wappen der Herren von Gegenpoint und das des Klosters Fürstenfeld (Fürstenfeld führte wie die anderen Zisterzienserklöster das allgemeine Ordenswappen – einen rot und silber geschachten Balken) auf die ortsgeschichtliche Entwicklung Emmerings. Dieses Wappen wird seit 1963 geführt. |

## Kultur und Sehenswürdigkeiten

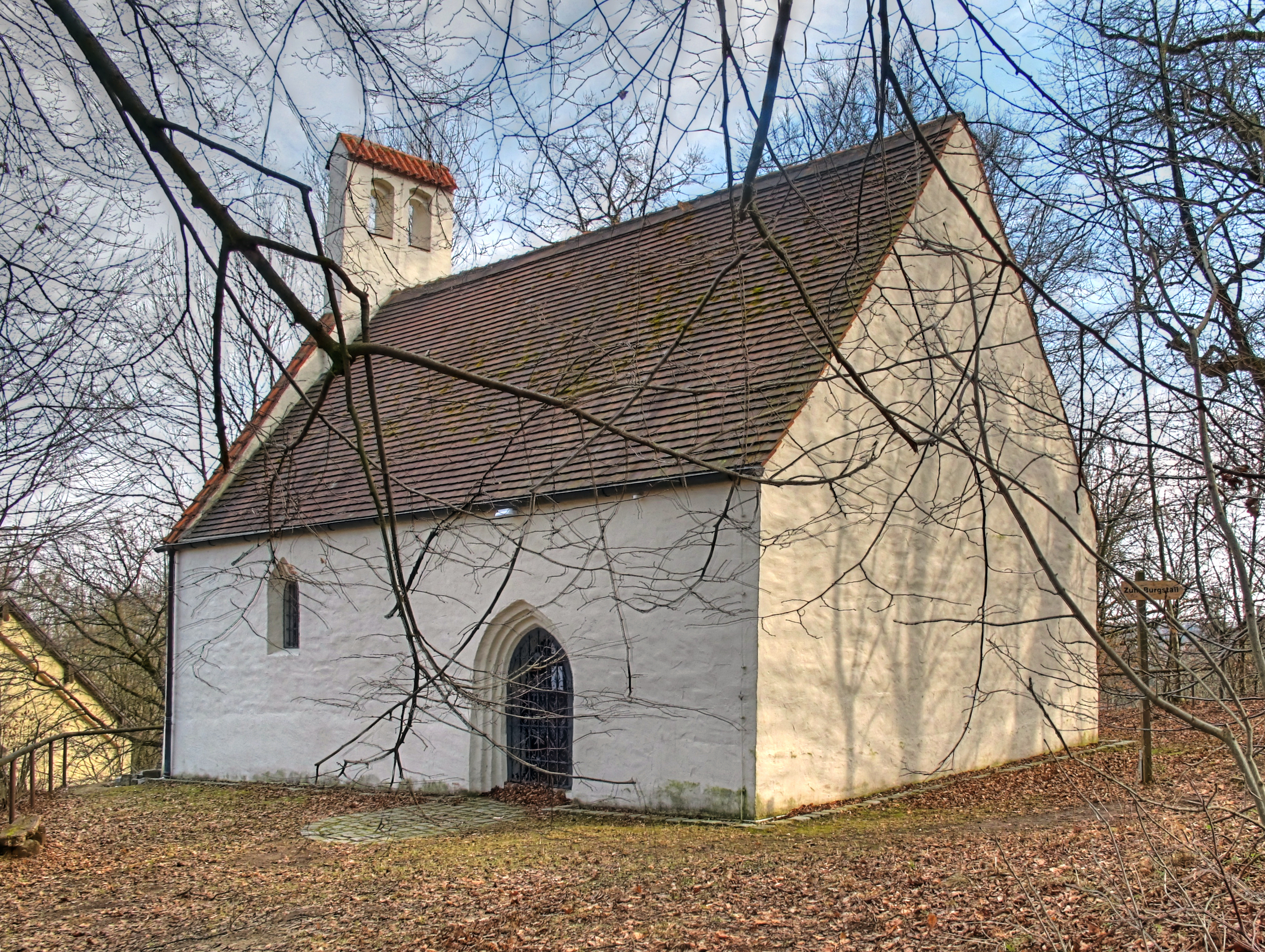
St.-Georgs-Kapelle

### Baudenkmäler
- Im Gemeindeteil Roggenstein befindet sich der Burgstall Roggenstein mit einer St.-Georgs-Kapelle mit Fresken aus der Zeit um 1400.

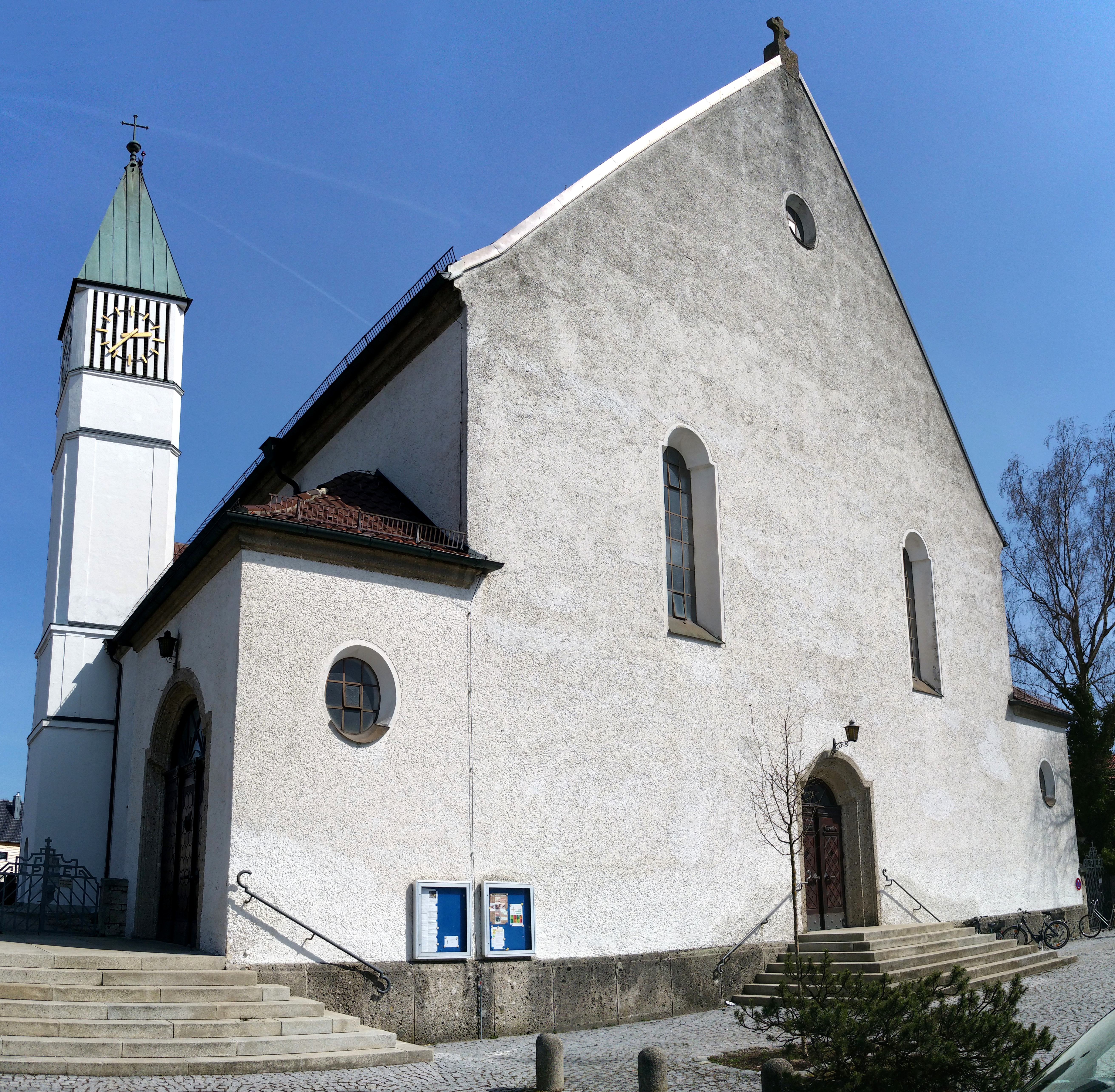
St. Johannes der Täufer

- Zusammen mit den Kirchen St. Stephanus (Pfaffing-Biburg), St. Sebastian (Puch), St. Magdalena und St. Bernhard (Fürstenfeldbruck) bildet die Emmeringer Pfarrkirche St. Johannes der Täufer den Pfarrverband Fürstenfeld. Das aus dem 14. Jahrhundert stammende Vorläufergebäude wurde im April 1928 abgebrochen, wobei der Turm erhalten blieb und in das Nachfolgegebäude integriert wurde. Die neue Kirche wurde im Dezember 1928 eingeweiht. Viele Einrichtungsteile des alten Gebäudes wurden übernommen wie etwa das große Kruzifix, die Kanzel, die Seitenaltäre und den Taufstein. Der Kirchturm wurde 1962 erhöht und 1990 fand eine vollständige Innenrestaurierung statt.[10]

### Sport

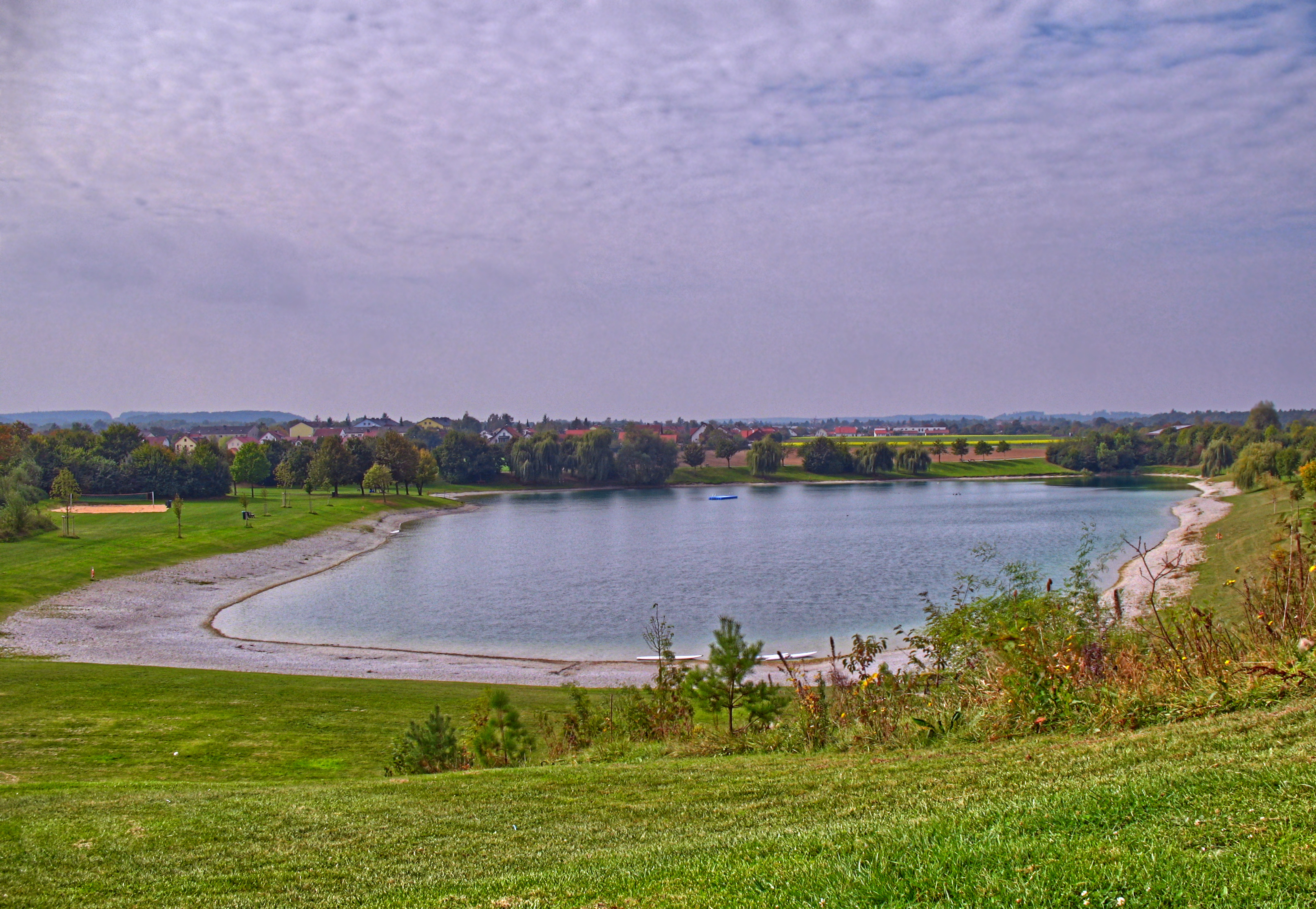
Emmeringer See

#### Fußball
Der 1925 gegründete Fußball-Club Emmering ist mit über 700 Mitgliedern der zweitgrößte Verein im Ort. Zudem gibt es auch eine Stockschützen-Abteilung.
Fast 50 Jahre lang, angefangen 1956 mit dem Aufstieg in die damalige II. Amateurliga, gehörte die erste Mannschaft des FC Emmering zu den erfolgreichsten Teams im Landkreis Fürstenfeldbruck. Mit Spielen gegen Bundesliga-Clubs (Bayern München 2×, Werder Bremen, Schalke 04) und bei einem legendären Gastspiel im russischen Woronesch vor 32.000 Zuschauern (1977) machte sich der FC Emmering einen Namen. Anfang der 1970er-Jahre gründete der FCE eines der ersten Damen-Teams in ganz Bayern.

#### Tennis
Emmering hatte eine große Tennisanlage in der Siedlerstraße 17. Diese barg 4 Indoortennis-, 8 Badminton- und 2 Squashplätze als auch eine Indoorgolfanlage. Des Weiteren standen 3 Außenplätze für die Sommersaison zur Verfügung. Der ehemalige TC Amperpark Emmering e. V. hat auch 3 Ranglistenspieler hervorgebracht.

#### Leichtathletik
Die Abteilung Leichtathletik des 1898 gegründeten TV Emmering ist eine der erfolgreichsten Mannschaften im Münchner Umland. Es wurden hier schon viele Deutsche Meister und Europameister entdeckt und trainiert. Diesen großen Erfolg hat die Abteilung hauptsächlich dem Cheftrainer Franz Kopeczek zu verdanken.

#### Schießen
Emmering ist die Heimat des Schützenvereins Emmering. Der Verein verfügt an seiner Trainingsstätte über 14 elektronische Schießstände. Außerdem richtete er den Gau-Jugend-Wanderpokal im Jahr 2024 aus.

## Infrastruktur

### Individualverkehr
Emmering ist über die Anschlussstelle 78 „Dachau/Fürstenfeldbruck“ an die Bundesautobahn 8 zwischen München und Stuttgart angebunden.
Des Weiteren ist die Gemeinde über die Bundesstraßen 2 und 471 per KFZ erreichbar.

### Öffentlicher Personennahverkehr
Die Bahnstrecke München–Buchloe durchquert den Süden des Gemeindegebiets ohne Haltepunkt. Die nächstgelegenen Bahnhöfe befinden sich in Fürstenfeldbruck und Eichenau. 
Emmering befindet sich in der Tarifzone 2 des Münchner Verkehrs- und Tarifverbundes und wird von drei Regionalbuslinien und einer Ruftaxi-Linie erschlossen.
| Linie | Linienverlauf                                                | Verkehrsunternehmen   |
| ----- | ------------------------------------------------------------ | --------------------- |
| 843   | Olching S – Emmering – Fürstenfeldbruck S R                  | Geldhauser und Rauner |
| 862   | Fürstenfeldbruck S R - Eichenau S Nord – Puchheim S Süd      | Amperbus GmbH         |
| 863   | Fürstenfeldbruck, Zenettistraße – Emmering – Eichenau S Nord | Amperbus GmbH         |
| 8000  | Fürstenfeldbruck/Emmering                                    | Geldhauser            |

### Bildung
Im Gemeindegebiet befinden sich eine Grund- und Mittelschule, fünf Kindertageseinrichtungen und eine Gemeindebücherei.

## Persönlichkeiten

### Ehrenbürger der Gemeinde
- Franz Gräßel (1861–1948), Maler

### Söhne und Töchter der Gemeinde
- Gina Falckenberg (1907–1996), Schauspielerin, Schriftstellerin und Drehbuchautorin

### Mit der Gemeinde verbundene Persönlichkeiten
- Albert Gustav Bunge (1893–1967), Metall- und Emailkünstler sowie Maler
- Charles Gottfried Bunge (1920–1964), Bildhauer, Emailkünstler und Maler
- Elisabeth Bunge-Wargau (1926–2005), Malerin und Emailkünstlerin
- Adolf Des Coudres (1862–1924), Landschaftsmaler